# Iresia
Iresia is een geslacht van kevers uit de familie van de loopkevers (Carabidae). De wetenschappelijke naam van het geslacht is voor het eerst geldig gepubliceerd in 1831 door Dejean.

## Soorten
Het geslacht Iresia omvat de volgende soorten:
- Iresia aureorufa W. Horn, 1909
- Iresia besckii Mannerheim, 1837
- Iresia bimaculata Klug, 1834
- Iresia binotata Klug, 1834
- Iresia boucardii Chevrolat, 1863
- Iresia egregia Chaudoir, 1860
- Iresia lacordairei Dejean, 1831
- Iresia latens Sumlin, 1994
- Iresia mniszechii Chaudoir, 1862
- Iresia opalescens Sumlin, 1999
- Iresia phaedra Sumlin, 1999
- Iresia psyche Sumlin, 1994
- Iresia pulchra Bates, 1881
- Iresia surinamensis Chaudoir, 1862